# Alticola strelzovi
Alticola strelzovi és una espècie de mamífer rosegador de la família dels cricètids. Viu a altituds d'entre 400 i 3.000 msnm a la Xina, el Kazakhstan, Mongòlia i Rússia. Els seus hàbitats naturals són els vessants i els afloraments rocosos. Es desconeix si hi ha cap amenaça significativa per a la supervivència d'aquesta espècie.
L'espècie fou anomenada en honor de l'històleg rus Zóssima Streltsov.